# Драгутин Домјанић
Драгутин Миливој Домјанић (12. септембар 1875 – 7. јун 1933) је био хрватски пјесник. Познат је по Домјанићевом делу и песмама Фала и Попевке сам слагал.

## Биографија
Домјанић је рођен у Крчима (данас Адамовец), селу у близини града Светог Ивана Зелине. Пошто је дипломирао право, служио је као судија у Загребу и као саветник у банској клупи. Био је члан Југословенске академије наука и уметности, предсједник Матице хрватске (1921–1926) и предсједник Југословенског ПЕН клуба. У борби "старих" и "младих" у оквиру хрватске модерне књижевности стао је на страну "младих". Верифицирао је мотиве као што су духовна љубав, интима племићких двора, маркизи и кавалири прошлих дана. Плашио се бруталности садашњости, оплакивао је свијет који одумире и имао је негативну реакцију на нове идеје.
Домјанић је писао на свом матерњем кајкавском дијалекту. Најзначајнија Домјанићева дјела су збирка пјесама Кипци и попевке, те пјесме "Фала" и "Попевке сам слагал", од којих је двије посљедње углазбио Влахо Паљетак. Хрватска композиторка Ивана Ланг углазбила је и неколико Домјанићевих песама.
Све његове песме писане су на кајкавском књижевном језику тог периода, иако је његов народни језик био кајкавски дијалект Адамовца. Написао је и низ књижевних извештаја и неколико прозаичних белешки.
Аутор је и мање познате луткарске представе Петрица Керемпух и спаметни осел, пишући под псеудонимом Вујец Грга.
Нека од његових песничких дела на есперанто је превео Звонко Рехорич, као што је Суб суно кај омбро.
Преминуо је у Загребу.

## Дјела
- Пјесме, 1909
- Кипци и попевке, 1917
- В сунцу и сенци, 1927
- По драгому крају, 1933